# Bielva
Bielva es una localidad y cabecera del municipio de Herrerías, situado en la comunidad autónoma de Cantabria (España). Dista unos setenta kilómetros de la capital regional. Tenía en 2008 (INE), 216 habitantes. Se encuentra a 188 metros de altitud.

## Etimología
Etimológicamente proviene de "bien va"; cuando la gente de paso que iba hacia San Vicente de la Barquera preguntaba a los lugareños si iban bien hacia San Vicente respondían: " bien va, bien va" y de ahí se cree que viene el nombre.

## Historia
Bielva es una de las localidades del municipio que primero fue documentada. En efecto, en el año 974 aparece mencionada esta parroquia en un documento del Obispado de Burgos. Se ha localizado en Bielva una necrópolis de origen medieval. Su iglesia está documentada desde 1184. Durante la Baja Edad Media, pasó a dominio señorial, en concreto de la Casa de Ceballos. Cuando se formaron los primeros Ayuntamientos constitucionales, durante el Trienio Liberal, Bielva formó parte de Val de San Vicente, pasando a integrarse en Herrerías en 1835.

## Patrimonio

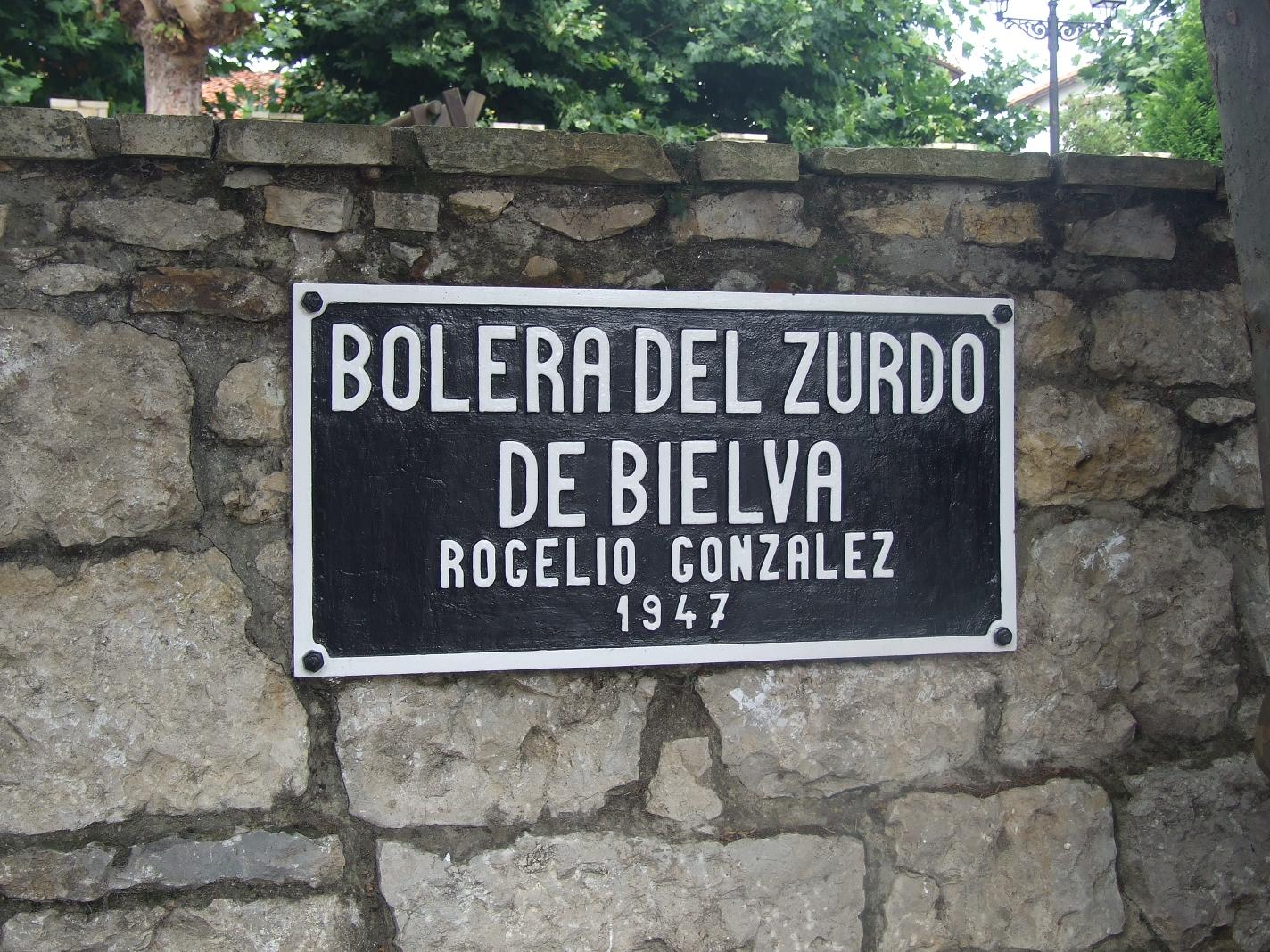
Bolera en honor de Rogelio Rodríguez, el Zurdo de Bielva, en el centro del pueblo.

Posee una ermita en la que se encuentra el famoso Cristo de Bielva al que se tiene en la zona mucha devoción. Hay quien le ofrece promesas por conceder favores y suben las llamadas escaleras del Cristo (unas 300) bien descalzos, bien de rodillas. En estas escaleras se batió un récord Guinness por parte de un sevillano de 31 años bajando 134 escalones rodando. El edificio en sí de la ermita es moderno.
De su patrimonio destaca la iglesia parroquial dedicada a Nuestra Señora de la Asunción, de tradición gótica, y fechada entre los siglos XIV-XVI. Además de su retablo, destaca la espadaña con dos troneras y escalera exterior. Junto a la iglesia se encuentra la necrópolis medieval, con tumbas de lajas, de los siglos IX al XII.

## Turismo
Cerca de este pueblo se encuentran la Cueva de El Soplao, que está en las antiguas minas que explotaba la Real Compañía Asturiana de Minas de la que extraía galena y blenda.

## Festividades
Sus fiestas son el 14 y el 15 de septiembre (Cristo Grande y Cristo "Chicu") que reúnen a gran cantidad de gente. Son típicas las cintas de colores pasadas por las llagas del Cristo,llamadas "medías"

## Hijos ilustres

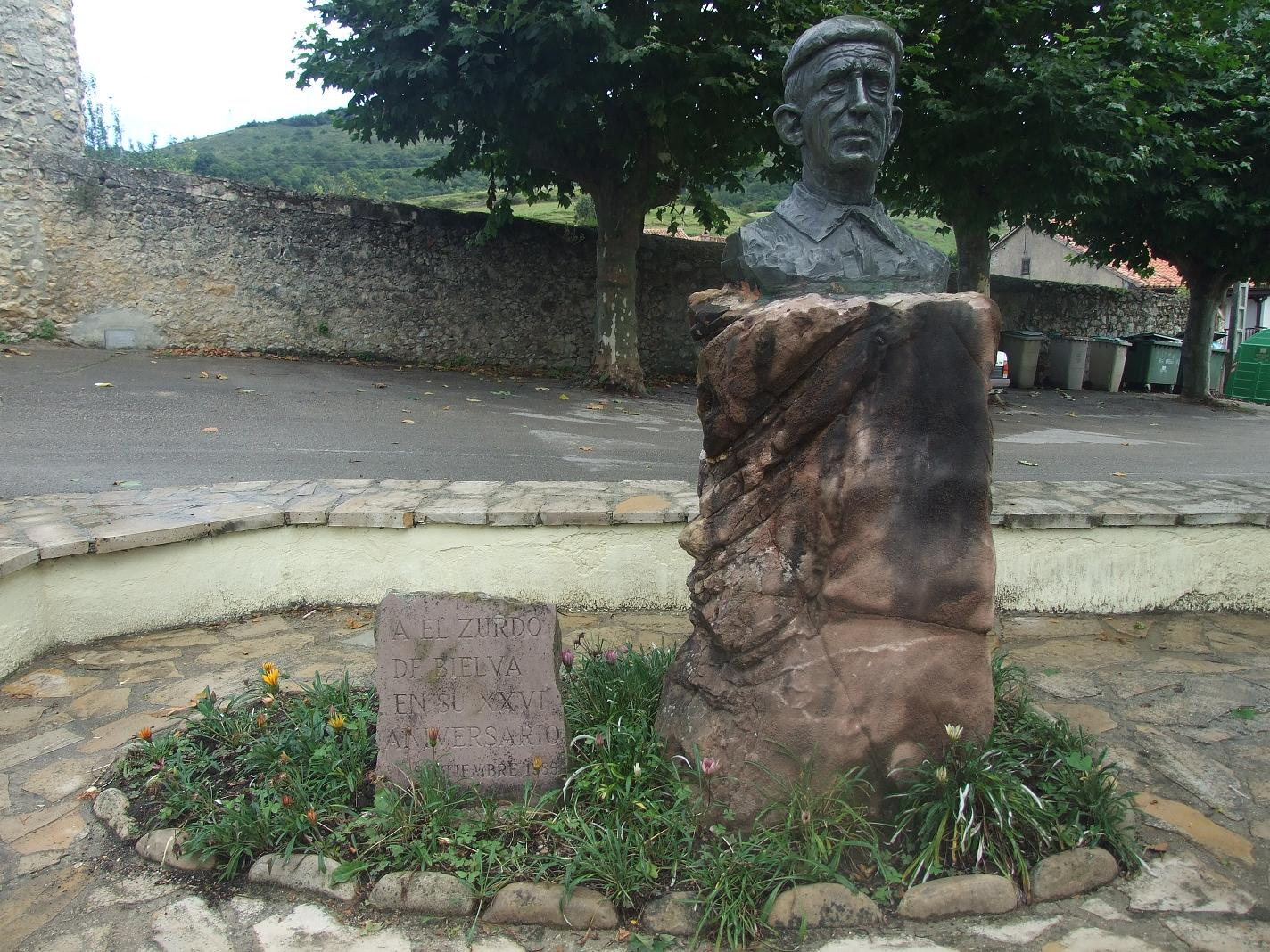
Busto de Rogelio González, el Zurdo de Bielva, situado en la bolera de Bielva.

Aquí vivió el famoso jugador de bolos Rogelio González (el Zurdo de Bielva) aunque en realidad nació en La Habana por la inmigración que en aquella época predominaba en toda la comarca.

## Economía local
La población vive principalmente de la ganadería, cada vez más escasa dado que al imponer cupos de leche han dado al traste con todas las pequeñas explotaciones ganaderas.